# Lake View Store
Le Lake View Store est le premier centre commercial dit « moderne » des États-Unis. Il se trouve dans la banlieue de Duluth, construit en 1915 et inauguré le 20 juillet 1916.